# Грох (дух)
Грох (вірм. Գրող, Grogh - «той, хто пише», «той, хто записує») — в вірменській міфології дух смерті, іпостась духа смерті Огеара.
Головною функцією Гроха вважався облік гріхів і добрих справ людей.

## Опис
Грох записує на лобі людини при народженні її долю (яку визначає Бахт). Протягом життя людини Грох відзначає у своїй книзі її гріхи і благі вчинки, які повинні бути повідомлені на Божому Суді.
Іноді Гроха ототожнювали з цаверами — духами хвороби.